# Federico Caprilli

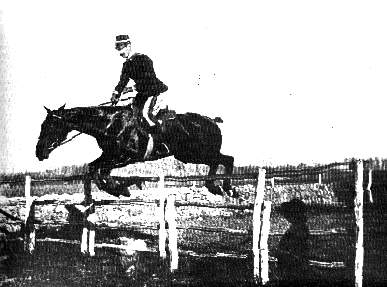
F. Caprilli pokonujący stacjonatę

Skok przez przeszkodę wykonany w starym stylu

Federico Caprilli (ur. 8 kwietnia 1868 w Livorno, zm. 6 grudnia 1907 w Turynie) – kapitan kawalerii włoskiej, twórca współczesnej techniki skoków konnych.
Na początku XX wieku zrewolucjonizował sport jeździecki, stawiając na dosiad naturalny i jazdę terenową. Jego technika skoków konnych stosowana jest do dziś. Caprilli zanegował w niej wcześniejszą angielską metodę skoków, wywodzącą się z drugiej połowy XIX wieku. Po długich obserwacjach doszedł do wniosku, że podczas lotu nad przeszkodą jeździec powinien iść za ruchem konia, pozwalając mu swobodnie posługiwać się szyją.
Zastosowanie tej metody doprowadziło do konieczności podążania wraz z ruchem konia w skoku poprzez przemieszczenie środka ciężkości w trakcie skoku. To z kolei wymusiło znaczne skrócenie puślisk strzemion. 
Nowa technika skoku doprowadziła Caprillego do stworzenia systemu treningowego opartego na wzajemnym zaufaniu i naturalnej równowadze pomiędzy jeźdźcem i koniem. Techniki Caprillego i jego pozycja skokowa miały wielki wpływ na szybki rozwój konkurencji skoków konnych przez przeszkody w XX wieku.

## Życiorys

### Młodość
W wieku 13 lat wstąpił do Kolegium Wojskowego we Florencji (Collegio Militare di Firenze). W 1886 r. został przyjęty do Szkoły Wojskowej w Modenie (Scuola Militare di Modena). Nie bez trudności dostał się do kawalerii ze względu na swoją fizjonomię, która nie predestynowała go na kawalerzystę (mierzył 183 cm, miał długi korpus, ale nogi za krótkie w stosunku do tułowia). W szkole poczynił pierwsze kroki w poznaniu rzemiosła kawalerzysty. Regularnie zaczął jeździć dopiero w wieku 18 lat. W 1888 r. został podporucznikiem w Regimencie Piemonckim Królewskiej Kawalerii, a jesienią tego roku został odkomenderowany na kurs jazdy do szkoły kawalerii w Pinerolo.
W wieku 20 lat skończył szkołę ze słabymi wynikami, ale za to z pierwszymi krytycznymi uwagami do obowiązującego maneżowego systemu ujeżdżania. Po zakończeniu szkoły w Pinerolo osiadł w Saluzzo, gdzie stacjonował jego regiment. W 1890 r. osiągnął pierwsze sukcesy sportowe na koniu irlandzkim Sfacciato, zakupionym w Turynie ze stajni Enea Gallina za 500 lirów. Być może na skutek swoich osiągnięć został zauważony i oddelegowany w 1891 r. na kurs instruktorski do Pinerolo. Następnie oddelegowano go do Szkoły Kawalerii w Tor di Quinto (dziś dzielnica Rzymu) celem odbycia trzymiesięcznego kursu doskonalenia. Tutaj po raz pierwszy miał okazję podzielić się swoimi ideami. Znalazł pierwszych wielbicieli i zwolenników innowacji, jakie zaczął wprowadzać. Coraz bardziej upewniał się w przekonaniu, że zamiast ulepszać i poprawiać dotychczasową szkołę ujeżdżania, należy ją gruntowanie zmienić. Swoje obserwacje i próby realizował w oparciu o własne konie "nie zarażone maneżem". Po odbyciu kursu został przeniesiony do Asti. W 1894 r. wrócił do Tor di Quinto, tym razem jako instruktor. Następnie w 1895 r. oddelegowano go do szkoły w Pinerolo, z której jednak następnego roku został karnie usunięty za prywatny incydent i przeniesiony do Neapolu.
We wrześniu 1901 r. Caprilli otrzymał awans. W następnym roku, już w stopniu kapitana, został przeniesiony do Regimentu Kawalerii z Genui stacjonującego w Gallarate. Tu przygotowywał się do udziału w międzynarodowych zawodach hipicznych, jakie miały się odbyć w Turynie. W tym czasie główne założenia nowej szkoły jazdy już rozchodziły się pomiędzy oficerami włoskimi. Caprilli chciał wykorzystać zawody, aby ukazać wyższość wypracowanego przez siebie nowego stylu jazdy. W Międzynarodowych Zawodach Hippicznych, które rozegrane zostały w czerwcu 1902 r. (Concorso Ippico Internazionale), uczestniczyło 114 jeźdźców z 6 krajów: 12 Austriaków, 3 Belgów, 12 Francuzów, 13 Niemców, 12 Rosjan i 62 Włochów. Włoscy kawalerzyści wygrali tylko jeden konkurs, a dokonał tego właśnie Caprilli. Był to konkurs skoku na odległość, w którym Caprilli skoczył na koniu Black Best 6 m 50 cm (W. Pruski podaje 6,60). Następny konkurs, skoku na wysokość, wygrał Francuz Charles Pujol, który na koniu Bukketin przeskoczył 183 cm, gdy tymczasem Caprilli na koniu Callisto osiągnął 160 cm, a na Melopo 170. Prasa bardzo niepochlebnie opisała występ swoich jeźdźców, nie szczędząc krytyki wobec nowego sposobu ujeżdżania. Caprilli, aby udowodnić swoje możliwości, następnego dnia w tym samym miejscu na prywatnych zawodach pokonał na Melopo wysokość 208 cm, ustanawiając nowy rekord Europy. Po tym skoku Caprilli nazywany był "latającym kawalerzystą”.

### Teoretyk nowej szkoły jazdy
W 1898 r. został oddelegowany do Parmy, gdzie stacjonował jego nowy regiment. W tym czasie zaczął spisywać swoje idee, korzystając z pomocy swojego ucznia kaprala Bianchettiego. W 1901 r. ukazały się w Przeglądzie Kawaleryjskim (Rivista di Cavalleria) pierwsze dwa artykuły Caprillego. Pierwszy z nich (nr styczeń-luty) zatytułowany "Założenia generalne sprzyjające lub uniemożliwiające dobre ujeżdżenie wojskowe" (Principi generali favorevoli o contrari allo sviluppo di una buona equitazione militare) – był to swego rodzaju manifest nowej szkoły jazdy. Swoją fundamentalną zasadę wyraził w następujących słowach: „Wiele lat praktyki i nieustannych obserwacji przekonały mnie, że koń nabywa generalnie bez wysiłków jakości, zwłaszcza gdy kawalerzysta podda go racjonalnym i stałym ćwiczeniom, w których będzie usiłował uczynić je mniej nieprzyjemnymi i nie będzie powstrzymywał konia w jego naturalnym rozwoju, przyzwyczajeniach i energii. Przez to nie zamierzam powiedzieć, że należy pozwolić koniowi robić, co zechce, winno się go, jeżeli potrzeba, perswadować stanowczo i energicznie, aby czynił to, co chce kawalerzysta, zostawiając mu, na ile to możliwe, pełną swobodę dysponowania swoją równowagą i siłą”.
Metody Caprillego nie były ukierunkowane tylko na pokonywanie przeszkód. Pierwszym celem było przygotowanie konia do działań bojowych. Chodziło o to, by kawalerzysta posiadł umiejętność panowania nad koniem tak, aby był w stanie pokonać przeszkody na polu walki. Jak zauważa Witold Pruski, w miarę potęgowania się siły ognia i coraz większej roli artylerii funkcja kawalerii musiała ulec zmianie. Doskonale rozumiał to Caprilli, twierdząc, że rola kawalerii sprowadza się do dużej ruchliwości, niespodziewanych ataków i odwrotów w każdych warunkach polowych. Ze względu na tak rozumianą strategię wojskową uważał, że należy lepiej przysposobić konia do poruszania się w terenie. Sam Caprilli tak ujął tę myśl: Koń wojskowy musi być zasadniczo przyzwyczajony do działania w terenie, ponieważ na nim kawaleria jest przeznaczona do wykonania w wojnie swojego zadania. Jego naczelny postulat brzmiał: czas poświęcony na skomplikowane ćwiczenia na maneżu należy przeznaczyć raczej na wyjazd poza mury szkolne.
Wbrew twierdzeniom prof. W. Pruskiego (który błędnie też podaje tytuł owego artykułu) nie był to wcale jedyny artykuł, w którym Caprilli formułował zasady nowej szkoły ujeżdżania. W maju 1901 r. opublikował drugi artykuł w związku z polemiką autorstwa kapitana Ettore Variniego, jaka ukazała się na łamach numeru kwietniowego tego samego "Przeglądu Kawaleryjskiego”. W artykule zatytułowanym "Uwagi o ujeżdżaniu” Varini deklaruje zasadniczo aprobatę dla głównych tez, jakie przedstawił Caprilli, ale też nie szczędzi uwag krytycznych. W odpowiedzi zatytułowanej "Dwa następne słowa o ujeżdżaniu w polu” ("Due altre parole sull „equitazione di campagna”) Caprilli raz jeszcze potwierdza główną zasadę, aby w ujeżdżaniu sprzyjać instynktom i przyzwyczajeniom konia unikając narażania go na nieużyteczne cierpienia. W 1902 r. ukazały się kolejne dwa artykuły, w których uszczegółowił zasady swojej szkoły. W czwartym artykule wydanym w kwietniu pt. "I tom regulaminu ćwiczeń: krytyczna odpowiedź” ("Il I tomo del regolamento di esercizi: una replica”), opublikowanym w "Przeglądzie Kawaleryjskim”, (miesiąc wcześniej opublikował również artykuł na temat nowego regulaminu ujeżdżania pt."O nowym regulaminie ujeżdżania”  - "Sul nuovo regolamento di equitazione”) - zawarł myśl, która oddawała sens jego zamierzenia i wyrażała jego stosunek do obowiązujących metod szkoleniowych oraz konieczności wprowadzenia zmian: Uczczenie tego, co zrobili inni jest szlachetnym uczuciem, ale jednakowo koniecznym jest, abyśmy i my uczynili coś dla dobrego celu. W lipcu 1907 r. opublikował jeszcze jeden, ostatni artykuł pt. "Zawody sportowe konia wojskowego” ("Campionato del cavallo militare”). Ponadto Caprilli pozostawił wiele zapisków, które zostały uporządkowane i wydane pośmiertnie przez jego biografa Carlo Giubbilei ("Obserwacje na temat Międzynarodowych Zawodów Hipicznych w Turynie - zapiski z lat 1902-1907”; "Zawody hipiczne powinny zmierzać..., zapiski z lat 1905-1909”; "Notatki do traktatu, zapiski z lat 1906-1909”). Włoski prekursor nie wydał dzieła, które mogłoby być uznane za podręcznik nowej szkoły, jednakże opublikowane artykuły, przekazane doświadczenie oraz wychowanie wielu uczniów sprawia, że z całą pewnością można mówić o nowej szkole ujeżdżania według Federica Caprillego.

### Nowa szkoła jazdy i śmierć
W 1904 r. Caprilliemu zostało powierzone prowadzenie kursu ujeżdżania zarówno w Pinerolo, jak i w Tor di Quinto. Kształcił kawalerzystów w duchu swojej naturalnej szkoły ujeżdżania. W 1905 r. na jego kursach pojawili się pierwsi obcokrajowcy, byli to oficerowie z Bułgarii, Argentyny i Szwecji. Od tego momentu naturalna szkoła jazdy zaczęła się rozchodzić po Europie i za ocean. W październiku 1906 r. przeniósł się do Tor di Quinto, aby kontynuować szkolenia ze swoimi uczniami – oficerami włoskimi. W 1907 r. odniósł wielkie zwycięstwo, wygrywając w Rzymie w pierwszych mistrzostwach konnych armii włoskiej. Będąc u szczytu sławy i kariery podupadł na zdrowiu. W maju 1907 r. wrócił do Pinerolo. W grudniu udał się jeszcze do Turynu, aby obejrzeć nowe konie zakupione w Irlandii. W czasie przejażdżki na jednym z nich spadł głową w dół, łamiąc sobie kark. Został przeniesiony do domu Enea Galliny, od którego kupił pierwszego swojego konia. Nie odzyskał już przytomności. Umarł 6 grudnia 1907 roku. Po niespodziewanej śmierci Federica Caprillego naturalna szkoła jazdy była kontynuowana przez jego uczniów.

## Dziedzictwo
Nowy styl jazdy wzbudził zaciekawienie w całej Europie. Szkołę w Pinerolo ukończyło 141 obcokrajowców. Przewijali się przez nią oficerowie 33 obcych armii, aby podpatrywać i przyswajać sobie nowe zasady jazdy.  Do Polski włoska szkoła przedostała się w pierwszej kolejności za pośrednictwem polskich oficerów służących przed I wojną światową w carskiej armii. Do Rosji idee te przedostały się zaś za sprawą rtm. Pawła Rodzianko, który odbył szkolenie we Włoszech w 1907 r. Po powrocie zaczął wprowadzać metody włoskiej szkoły. Znalazła ona wielu zwolenników wśród carskich oficerów i szybko się zakorzeniła w Rosji. Jednym z pierwszych, którzy przejęli ten styl jazdy, był Karol Rómmel, służący wówczas w Petersburgu. Podpatrywał on nowinki przekazywane adeptom w Michajłowskim Maneżu, co w efekcie zaowocowało tym, że zakwalifikował się do udziału w Igrzyskach Olimpijskich w Sztokholmie w 1912 jeszcze w barwach rosyjskich(zob. Witold Domański, Z płk. Karolem Rómmlem niedokończone rozmowy, Koń Polski 4/2002). Po I wojnie światowej ppłk Rómmel i mjr Leon Kon udali się śladem oficerów innych państw do szkół w Pinerolo i Tor di Quinto. To oni, na bazie zdobytych we Włoszech doświadczeń, opracowali i wdrażali polską szkołę jazdy, przyczyniając się do licznych sukcesów sportowych i rozkwitu polskiej kawalerii. Reprezentantem i popularyzatorem włoskiej szkoły jazdy był m.in. Adam Królikiewicz.

## Publikacje
- Principi generali favorevoli o contrari allo sviluppo di una buona equitazione militare, w: Rivista di Cavalleria, styczeń – luty 1901.
- Due altre parole sull „equitazione di campagna, w: Rivista di Cavalleria, maj 1901.
- Il I tomo del regolamento di esercizi: una replica, w: Rivista di Cavalleria, 1902.
- Due altre parole sull „equitazione di campagna, w: Rivista di Cavalleria, 1902.
- Campionato del cavallo militare, w: Rivista di Cavalleria, lipiec 1907.
- Pisma pośmiertne wydane przez Carlo Giubbilei: Obserwacje na temat Międzynarodowych Zawodów Hipicznych w Turynie; Zapiski z lat 1902-1907; Zawody hipiczne powinny zmierzać..., zapiski z lat 1905-1909; Notatki do traktatu, zapiski z lat 1906-1909